# Fleischmannov rebrinec
Fleischmanov rebrinec (znanstveno ime Plastinaca sativa L. var. fleischmanni (Hladnik) Burnat) je varieteta pastinaka iz družine kobulnic, slovenski endemit, ki ga v naravnem okolju ne najdemo več, pač pa samo še v Botaničnem vrtu Univerze v Ljubljani. Ime je dobil po svojem najditelju, Andreju Fleischmannu, nekdanjem upravniku Botaničnega vrta, ki ga je v tridesetih letih 19. stoletja našel na ljubljanskem grajskem griču in ga prenesel v ljubljanski botanični vrt. Čeprav je doma na Slovenskem, ga dobro pozna tudi tuja strokovna javnost. Do evropskih univerz in muzejev je prišel prek objave v herbarijski zbirki Flora Germanica exsiccata (1837), do tujih botaničnih vrtov pa z izmenjavo semen med vrtovi. 

## Izvor, zgodovina odkrivanja in zapisi v strokovni literaturi
Rastlino je našel  Andrej Fleischmann (1804 – 1867) v tridesetih letih 19. stoletja na pobočju ljubljanskega grajskega griča ter jo kasneje nasadil tudi  v Botaničnem vrtu, kjer se je ohranila do danes. Rastlina naj bi na grajskem hribu rasla nekako do 1840, potem pa je od sredine 19. stoletja botaniki ne najdejo več na originalnem najdišču.  Freyer (1863), kasneje pa tudi Bavcon opozarjata na možnost, da je ‘rastlina lahko izginila zaradi pretiranega nabiranja za herbarijske zbirke’ ali pa so se ‘z zaraščanjem razmere tako spremenile in bilo več odprtih rastlišč’.
Za poimenovanje po Fleishmannu je odgovoren znani slovenski botanik Franc Hladnik, ustanovitelj in prvi vodja ljubljanskega botaničnega vrta, pa tudi Fleishmannov botanični učitelj.  Hladnik je novo rastlino opisal in z njo seznanil nemškega botanika W. D. J. Kocha. Ta je rastlino potrdil in jo opisal kot vrsto Pastinaca Fleishmanni (Hladnik) v izdaji Nemške in švicarske flore (1837). O njem je pisal tudi botanik H. G. L. Reichenbach v zbirki Flora germanica exsiccata (1837), za njim pa še mnogi drugi.
Rastlina je hitro vzbudila pozornost; z njo so se ukvarjali različni slovenski in evropski botaniki, nekateri so ji pripisovali celo napačen izvor, nahajališče, tudi vrstno ime, vendar te napake v kasnejših objavah tudi popravili. Prihajalo je celo do napak v zapisu imena, saj obstajajo zapisi z enim ali dvema i (Fleischmanni/ Fleischmannii); pravilen je zapis Pastinaca fleischmanni.
O poreklu rastline ni enotnega mnenja. Nekateri menijo, da je morda nastala kot dedna sprememba (mutacija) v ljubljanskem botaničnem vrtu, drugi, da je ves čas rasla na grajskem griču. Pisni viri navajajo, da so rastlino našli še na Hrvaškem (najdišče pri Reki), pa tudi v botaničnem vrtu v finski Uppsali. Ker je bila že tedaj  v Evropi močno razširjena navada izmenjevanja semen redkih rastlin med evropskimi botaničnimi vrtov, je Fleischmanov rebrinec  prav gotovo bil med njimi, kar se da ugotoviti z raziskavo različnih arhivov botaničnih vrtov, kjer imajo še ohranjene sezname Index Seminum iz tistih časov  . Pregled arhivov kaže, da so semena Fleischmannovega rebrinca v izmenjavo ponujali botanični vrtovi v Dresdnu, Haleju, Jeni, Odesi, Hamburgu, Edinburghu, Münstru, Firencah, Varšav. Očitno je v teh vrtovih dobro uspeval, da so pridobili dovolj semena za izmenjavo. ‘Vir vseh populacij v drugih vrtovih pa so seveda bila semena populacije Fleischmannovega rebrinca v Botaničnem vrtu v Ljubljani’.
V slovenski botanični literaturi je o novi rastlini prvi pisal Fleishmann v reviji Carniolia (1839), pa tudi v knjigi Pregled kranjske flore (Űbersicht der Flora Krain's) (1844). Karel Dešman je Fleischmannovega rebrinca predstavil v časopisu Laibacher Zeitung (1867). Herbarijske pole z rebrincem so našli tudi v nekaterih herbarijskih zbirkah pomembnih botanikov - zbirateljev (npr. Valentina Premla, Jurija Dollinerja, Nikomeda Rasterna).
Objava o rebrincu je izšla tudi v herbarijskih zbirkah Flora exsiccata Carniolica (Kranjska posušena flora) (1904) in Flora exsiccata Austro-Hungarica (1913). Po drugi svetovni vojni najdemo predstavitev rebrinca v Mayerjevem Seznamu praprotnic in cvetnic slovenskega ozemlja (1952). Najbolj temeljito sta Flesichmannov rebrinec proučevala botanika F. Sušnik in B. Druškovič in ugotovila značilno razlikovanje do navadnega rebrinca. V izdajah Male Flore Slovenije (1999) se predstavitev Fleisschmannovega rebrinca pojavi šele  v 3. izdaji. O njem piše tudi Tone Wraber v Enciklopediji Slovenije (1989),  v Zakladih Slovenije (1979) ga je predstavil Matjaž Kmecl.

## O rastlini
Rebrinci (Pastinaca) so ena bolj pogostih travniških rastlin. Ime je latinskega izvora in je v rimskih časih pomenil korenje (pastus v latinščini pomeni hrana); pri navadnem rebrincu so korenine užitne. Od srednjega veka dalje se izraz uporablja za poimenovanje rebrincev. Navadni rebrinci so razširjeni v Evropi in zmernih predelih Azije. V Sloveniji rastejo v nižinskih predelih, na travnikih, ob poteh in na obdelanih tleh. 
Če so navadni rebrinci v naravi pogosti, je Fleischmannov rebrinec slovenska in svetovna posebnost. Od navadnega rebrinca ga loči le dvoje pernatih listov, oblika in nazobčanost listov. 

Fleischmanov rebrinec (Plastinaca sativa L. var. Fleischmanni (Hladnik) Burnat) sodi v rod kobulnic. Je dvoletnica. Steblo je pokončno, navadno visoko med 30 in 100 cm, razraslo in rahlo rebrasto. Pet pritličnih listov je združenih v rozeto. Stebelnih listov je od štiri do šest in so enostavnejši od pritličnih. Cvetovi so združeni v veliki sestavljene kobule, ki so rumene barve, sestavljeni iz drobnih cvetkov. Cveti sredi poletja (julij, avgust). Rastlina prvo leto tvori rozeto s pernato deljenimi listi, drugo leto požene iz rozete do 100 cm visoko steblo.

## Fleischmannov rebrinec - endemit in izumrla vrsta
Fleischmannovega rebrinca v  naravnem okolju ne najdemo več, v kulturi se je obdržal le v Botaničnem vrtu Univerze v Ljubljani, kjer ga skrbno obnavljajo iz leta v leto, saj bi se brez pomoči vrtnarjev danes težko sam obdržal v naravi. So pa leta 2011 rastlino spet naselili na grajski hrib, kjer se vsako leto obnavlja. 
Fleischmanov rebrinec je uvrščen v Rdeči seznamu med izumrle taksome. Po kategorizacijskem sistemu IUCN iz l. 1994 ga opredeljujejo kot EW (Extinct in the Wild) – izumrla v naravi. Prav tako je v pravilniku o uvrstitvi ogroženih rastlinskih in živalskih vrst uvrščen med izumrle vrste. 

## Razglednica, znamka, pot, knjiga
Fleischmannov rebrinec je tako zanimiva rastlina, da zasluži tudi širšo predstavitev. Botanični vrt Ljubljana skrbi za njeno redno rast na dveh rastiščih -  v Botaničnem vrtu in na ljubljanskem gradu, pa tudi za njegovo popularizacijo. Ob rojstnem dnevu vrta leta 1998 je izšla serijo razglednic, med katerimi je tudi fotografija Fleischmannovega rebrinca z opisom in risbo enoletne rozete. 
Fleischmannob rebrinec se večkrat pojavi na naslovnicah seznamov semen rastlin, ki rastejo v vrtu in izhajajo že od leta 1889. Leta 2012 je bil upodobljen na poštni znamki. 11. maja 2016 so tej rastlini na čast odprli naravoslovno učno pot ‘Po poti Fleischmannovega rebrinca’, ki povezuje Botanični vrt in Ljubljanski grad. Pot je predstavljena tudi v brošurici, ki vodi obiskovalce od današnjega rastlišča v vrtu do rastlišča F. rebrinca na grajskem dvorišču, sproti pa opozarja tudi na druge predstavnike bogate flore Grajskega griča in življenjskih okolij na njem. V istem letu je bila rastlina predstavljena v okviru razstave ‘Botanična zgodovina Grajskega griča’.
Novembra 2017  je izšla monografija ‘Fleischmanov rebrinec (Plastinaca sativa L. var. Fleischmanni (Hladnik) Burnat)’, v kateri avtorji Nada Praprotnik, Jože Bavcon in Blanka Ravnjak podrobneje opišejo njegov izvor, morfološke značilnosti, razlikovanje med navadnim in Fleischmanovim rebrincem, pojavljanje v strokovni literaturi in druge zanimivosti.